# Jibril Rajub
Jibril Rajoub (en árabe: جبريل رجوب‎) (n. 1953) es un político palestino. Fue jefe de las Fuerzas palestinas de Seguridad Preventiva en Cisjordania hasta que fue depuesto (junto con el jefe de la Seguridad Preventiva en Gaza, Ghazi Jabali) en el año 2002. Fue elegido como miembro del Comité Central de Fatah con ocasión de la Asamblea General de Fatah de 2009. También dirige la Federación de Fútbol de Palestina y el Comité Olímpico de Palestina.

## Biografía
Rajoub nació en la localidad de Dura, cerca de Hebrón. En 1970 fue sentenciado de por vida por lanzar una granada a un vehículo militar de transporte. Pasó 17 años preso, hasta que fue deportado al Líbano en 1988.
Durante su prisión, aprendió inglés y hebreo y se convirtió en un experto en lengua mentalidad israelí. Conocida era su relación de respeto con Yaakov Peri, jefe del Shabak. Tradujo al árabe el texto La Rebelión de Menajen Beguin.
Al comienzo de la Segunda Intifada palestina creía que la solución del conflicto pasaba por la creación de dos estados, uno palestino y otro israelí. Al mismo tiempo militarizó los cuadros de jóvenes activistas de Tanzim. En ese tiempo hizo todo lo posible para mantener a sus fuerzas fuera de los puntos de fricción con el Ejército de Defensa de Israel y la Policía de Fronteras. El cuerpo Seguridad Preventiva durante el Proceso de Oslo fue reconocido como el aparato policial palestino más grande y eficaz.[cita requerida]
En una entrevista que se emitió en la televisión de la Autoridad Palestina el 23 de septiembre de 2011, (como respuesta a un discurso reciente del entonces presidente Barack Obama en la ONU sobre la independencia de Palestina) (traducido por MEMRI), criticó duramente a Obama señalando que:

«El discurso de Obama fue una idiotez. Ni siquiera reflejan la política de EE. UU. o la doctrina que emplearon en el pasado. Sonaba como un discurso de un líder estudiantil en una universidad, en vez de el discurso de un líder de una superpotencia».

Rajoub dijo a Al Mayadeen, cadena de televisión afiliada a Hezbolá, "hasta ahora no hemos tenido armas nucleares", declaró, "pero en el nombre de Alá, si tuviéramos armas nucleares, las estaríamos usando".
En junio del 2018, para lograr la cancelación del partido amistoso de fútbol entre las selecciones de Israel y Argentina, envió una carta al presidente de la Asociación de Fútbol Argentino "...si Messi iba a Jerusalén todo musulmán debería quemar las camisetas del número 10 de la selección argentina".